# Duncan Dhu
Duncan Dhu fue un grupo musical de rock en español, originario de San Sebastián, Guipúzcoa, País Vasco. La agrupación se formó el 4 de agosto de 1984 tras la fusión de los principales integrantes de los grupos Aristogatos y Los Dalton. Sus miembros originales fueron Mikel Erentxun (cantante hasta entonces del grupo Aristogatos), Diego Vasallo (vocalista y bajista del grupo Los Dalton) y Juan Ramón Viles (guitarra y batería de Los Dalton). Desde 1989 hasta 2016 estuvo compuesto por los dos primeros. 
El nombre del grupo hace referencia a un personaje de Secuestrado, una novela de 1886 de Robert Louis Stevenson. En ella, Duncan Dhu era el jefe de un clan escocés que fascinaba a Erentxun en aquellos años.

## Historia
Su estilo inicial estaba basado en un pop/rock acústico y sencillo con toques de rockabilly que contrastaba con el rock radical de la escena donostiarra del momento. Ofrecen sus primeras actuaciones en directo por algunos bares de San Sebastián, la primera de las cuales la dan en el bar Txirristra. En el programa de radio Nuevas Factorías Duncan Dhu graba su primera maqueta, con la que Diego y Mikel viajan a Madrid a entregarla a las discográficas. El 1 de febrero de 1985 firman su primer contrato discográfico con la compañía GASA (creada por los miembros del grupo Esclarecidos), contribuyendo con dos canciones (Mi amor y una particular versión del famoso Bésame mucho) al disco recopilatorio de nuevas bandas La única alternativa. 
En 1985 graban su primer álbum, Por tierras escocesas, un mini LP. Y un año después Canciones (ambos producidos por Paco Trinidad), con cuyos temas alcanzaron gran popularidad y consiguieron vender más de 175.000 copias. Su tema Cien gaviotas fue declarado sencillo del año por muchas emisoras de radio. 
A este siguió en 1987 el álbum El grito del tiempo, con 400.000 copias vendidas, que le convierten en el grupo español que más vendió en ese año, con sencillos como En algún lugar o Una calle de París. En este disco, el productor Paco Trinidad decide que Duncan Dhu no grabe la instrumentación, cosa que creará grandes tensiones entre el productor y el grupo. Los miembros del grupo se limitan a grabar las voces y coros. El resto es grabado en estudio por músicos como Luis Lozano y Enrique Mateu de Villavicencio. Como consecuencia de los enfrentamientos surgidos, la relación con Paco Trinidad se rompe tras la grabación de este álbum.
En 1989, publican Grabaciones olvidadas, que contiene caras B y canciones inéditas. Destaca el debut de Diego Vasallo como cantante solista con el tema "Pobre diablo". Forman un LP de edición limitada de 50.000 copias. En este tiempo, el trío se convirtió en dúo tras la marcha de Juan Ramón Viles. Las relaciones con Juanra se habían deteriorado considerablemente. Mikel y Diego alegaron como motivo la falta de interés de Juanra por ensayar y su marcha de un concierto porque no le apetecía tocar. No obstante, Mikel y Diego le invitaron a que participara en el aspecto empresarial, algo que rechazó. “Acabé en los juzgados. La relación desvarió”, recordaba Viles recientemente. La versión de Juanra sobre su marcha queda reflejada en el libro "Duncan Dhu Crónicas de un éxito 1984-89", publicado en 2006, en el que cuenta la historia del grupo, durante los años en que formó parte de este. 
También en 1989, Duncan Dhu publica el disco doble Autobiografía, el primer doble LP editado en España en formato CD, con 30 canciones y colaboraciones de Black y Sam Brown, entre otros. Entre otros aspectos del álbum, cabe destacar que Diego encuentra continuidad como segundo vocalista del grupo cantando seis de los temas compuestos por él, algo que cierto sector de la crítica no supo encajar bien al principio, pero que fue todo un acierto, tanto para la trayectoria global de Duncan Dhu como su posterior carrera en solitario.
Después de la publicación del disco, Duncan Dhu emprende una gira de más de 100 conciertos por España, y de actuaciones internacionales como la participación en el Festival de Non en Suiza, o en París junto a Lloyd Cole y Big Audio Dynamite. También prueba con algunas colaboraciones internacionales, como en la banda sonora de Dick Tracy (en su versión europea), que les valió una de las candidaturas a los Grammy. 
Poco después, el dúo comienza a envolverse en proyectos personales. Así, Mikel escribe “Hojas secas” para Miguel Bosé y debuta como actor en la comedia "El Anónimo...¡Vaya Papelón!" (1990) de Alfonso Arandia. Por su parte, Diego debuta en solitario con su Cabaret Pop.
Tras este paréntesis, Duncan Dhu volvió a la escena musical con Supernova, álbum en el que orientan su sonido hacia ritmos funky, programaciones y música más bailable. Son invitados a los Music Awards en Londres y al año siguiente viajan a Nueva York con la SGAE para participar en el New Music Seminar en representación española junto a Luz Casal en el Central Park. 
En 1992 protagonizan el concierto con mayor público de la historia del pop español [cita requerida] con 120.000 personas en la Exposición Universal de Sevilla 92. Aparecieron en el libro guiness de los records por ello y hasta hace poco tiempo aún no había ningún artista o grupo español que lo hubiese superado. Siguieron discos en solitario (Naufragios por parte de Mikel (250.000 copias vendidas) y Realidad virtual de rock'n'roll (Disco de Oro) de Diego.
En tiempos posteriores, el proyecto queda aparcado. Los caminos musicales en solitario tanto de Mikel como de Diego les van distanciando poco a poco, y los rumores de separación no cesan pues no hay noticias de un próximo disco en preparación.
Sin embargo, en 1994, Mikel y Diego se reúnen de nuevo y graban Piedras. Se reúnen con el material que han ido escribiendo en los últimos meses por separado, dando forma a un álbum con once temas (seis de Mikel y cinco de Diego). Este disco, con un sonido muy elaborado y con algunos guiños a The Beatles, concluye con "A tu lado", canción que Mikel y Diego cantan a dúo, algo que repetirían en el futuro con "La herida". También cuentan con la colaboración de Juan Luis Jiménez (Presuntos Implicados), quien firma el solo de "Capricornio".
Una vez concluida la gira tras la publicación de Piedras, Duncan Dhu edita en 1995 un álbum titulado Teatro Victoria Eugenia. Se trata de un doble disco en directo grabado en dicho teatro, celebrando el 10.º aniversario del grupo. El primer disco presenta éxitos del dúo en formato acústico, mientras que el segundo disco aborda nueve temas con un sonido más crudo y roquero. "Teatro Victoria Eugenia" destaca por presentar a un Duncan Dhu honesto en un concierto donde no hay trampa ni cartón: no se hicieron remasterizaciones posteriores a la grabación ni retoques en el estudio. 
Desde entonces se han enfocado más a sus carreras en solitario, sin olvidar el recopilatorio Colección 1985-1998, con 350.000 copias dobles vendidas que le convertían en el recopilatorio más vendido del pop español en aquel momento. Este álbum incluye cuatro temas inéditos grabados con un sonido austero, en los que las voces de Mikel y Diego equilibran el protagonismo. 
No obstante, en 2001, Duncan Dhu soprende a propios y extraños con un disco de despedida titulado Crepúsculo, colección de 21 canciones inéditas, divididas en dos discos (el segundo de ellos titulado "Crudités"). En este álbum, según declaraciones del grupo recogidas por Terra «Terra, Música, Entrevistas». esta vez se propusieron expresamente escribir juntos, el grueso del álbum contiene música de Mikel y letras de Diego. El resultado ha sido considerado por muchos fanes como el mejor disco de Duncan Dhu: un disco sencillo, espontáneo e intimista donde los instrumentos acústicos (guitarras, piano y, sobre todo, instrumentos de cuerda...) ostentan casi exclusivamente el protagonismo. Mikel canta 16 de los 21 temas, pero no son de inferior calidad las canciones interpretadas por Diego, cuya voz ha ido ganando enteros con el paso de los años... El disco culmina con el tema "Todo se desvanece", único corte en el que predominan las guitarras eléctricas y extensos solos, tras la apocalíptica voz de Diego. Otro detalle destacable es que la portada está realizada por el donostiarra Javier Aramburu y su concepto queda reflejado y ampliado en el videoclip de "Siempre". 
En 2005, y con motivo de su 20.º aniversario, se graba un disco homenaje, donde diversos grupos del panorama nacional rinden homenaje cantando sus canciones (Hombres G, Revólver, Despistaos, El Canto del Loco, Álex Ubago, La Oreja de Van Gogh), y además editan un disco con sus grandes éxitos, complementado con un CD de rarezas (maquetas, canciones descartadas, etc.) y un DVD con sus videoclips y diversas actuaciones en televisión.
Tras la disolución de Duncan Dhu, Diego y Mikel han mantenido una relación de amistad, que ha fructificado en una colaboración: Diego canta junto a Mikel la canción "El club de las horas contadas" en el directo que publicó Erentxun bajo el título Tres noches en el Victoria Eugenia a mediados de 2008. También han coincidido en varios eventos con Juanra, con quien parecen haber enterrado las viejas diferencias.
Mikel Erentxun y Diego Vasallo se reencontraron por primera vez sobre un escenario, tras la disolución de Duncan Dhu, en el Teatro Calderón de Valladolid el 8 de junio de 2011, donde tanto Diego como Mikel presentaron sus últimos trabajos en solitario (Canciones en ruinas y Detalle del miedo respectivamente). Y cantaron tres temas de Duncan Dhu: «Rosa gris», «A tu lado», «Esos ojos negros. También cantaron juntos «El club de las horas contadas», tema de Mikel, y «Donde cruza la frontera», adaptación de Diego de «Juegos de amor», de Cabaret pop.
En 2013, después de 12 años, con más de 3 millones de discos vendidos, Duncan Dhu anuncia su vuelta, con la grabación de un disco de estudio con temas nuevos titulado El duelo.
En enero de 2016 Duncan Dhu se separó de manera definitiva tras anunciar su regreso a los escenarios en 2013, tomando cada cual su camino en la música.
En 2025 la agrupación para presentarse en el festival vive latino 2025.

## Discografía

### Álbumes
| Álbumes de estudio - Por tierras escocesas - 1985 - Canciones - 1986 - El grito del tiempo - 1987 - Grabaciones olvidadas - 1989 - Autobiografía - 1989 - Supernova - 1991 - Piedras - 1994 - Crepúsculo - 2001 - El duelo - 2013 | Álbumes recopilatorios - Colección 1985-1998 - 20 años de canciones - 2005 Álbumes en vivo - Teatro Victoria Eugenia - 1995 |

### Sencillos
- Fin de amor / Bésame, 1985
- Casablanca , 1985
- Cien gaviotas, 1986
- Esos ojos negros, 1986
- No puedo evitar (pensar en ti), 1986
- Jardín de rosas , 1987
- En algún lugar , 1987
- Al caer la noche, 1988
- La barra de este hotel , 1988
- Una calle de París , 1988
- Rozando la eternidad, 1989
- Entre salitre y sudor , 1989
- Rosas en agua , 1990
- Palabras sin nombre , 1990
- Rosa gris , 1990
- Mundo de cristal, 1991
- La casa azul, 1991
- Oro Blanco, 1991
- Rose , 1992
- A tu lado, 1994
- Capricornio, 1994
- A tientas, 1994
- Si no eres tú, 1994
- La herida, 1998
- Siempre, 2001
- Nada, 2002
- Desnuda, 2002
- Cuando llegue el fin, 2013